# جزیره هوگان
جزیره هوگان (به انگلیسی: Hogan Island) جزیره‌ای گرانیتی است دارای مساحت ۲۳۲ هکتار و بیشترین ارتفاع ۱۱۶ متر که در جنوب شرقی استرالیا و در شمال تنگه باس و نزدیکی تاسمانی قرار دارد.
از این جزیره پیش از این برای چرای دام استفاده می‌شد که به دلیل آسیب به پوشش گیاهی و مراتع این امر متوقف شد.
جانوران متنوعی در این جزیره زندگی می کنند.